# Vivarini (famiglia)

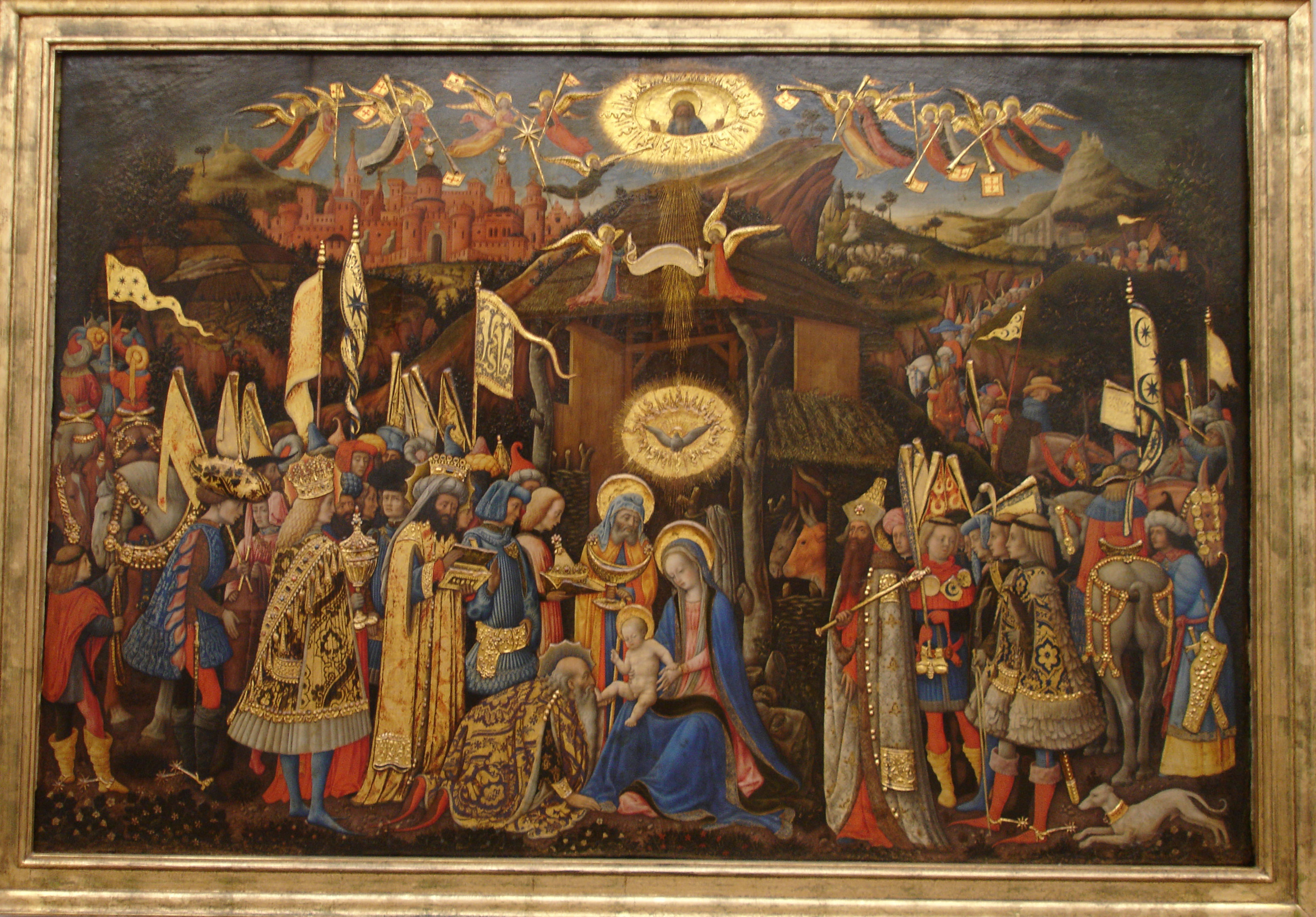
Antonio Vivaini Adorazione dei Magi di Berlino

I Vivarini erano una famiglia di pittori originari di Padova che si trasferirono a Murano nel XIV secolo.

## Biografia
I Vivarini erano una famiglia di vetrai di Murano proveniente da Padova, trasferitasi per la lavorazione del vetro. Diventati pittori, lavorano prevalentemente a Venezia, dal XIV al XVI secolo. La loro fu un'arte tendenzialmente tradizionalista e non abbandonarono mai definitivamente l'attività di famiglia tanto da essere i creatori delle grandi vetrate della basilica di Santi Giovanni e Paolo. Lavorarono prevalentemente per confraternite, congregazioni religiose e conventi, solo l'Alvise eseguì un lavoro pubblico per la Sala del Maggior Consiglio  che però andò perduto con l'incendio del 1577.
La bottega fu la sola a fare alternanza con quella molto più affermata dei Bellini, le due imprese lavorarono nel medesimo periodo e territorio influenzandosi alternativamente e avendo anche a volte la medesima committenza pur mantenendo, in ogni singolo soggetto, la propria personalità e linguaggio artistico.

### Membri

#### Antonio
Antonio figlio di Michele di professione vetraio, risulta attivo dal 1440 a Venezia e nel 1447 a Padova per la decorazione della Cappella Ovetari in collaborazione del cognato, marito della sorella, Giovanni d'Alemagna, lavoro che il Vivarini non portò mai a compimento. Nel tempo la collaborazione tra i due pittori fu molto attiva, fino alla morte nel 1450 del d'Alemagna. Proseguì la sua attività con il fratello minore Bartolomeo. Sarà proprio lui a segnare il passaggio dal gotico fiorito, al primo Rinascimento con una pittura più prospettica e moderna.

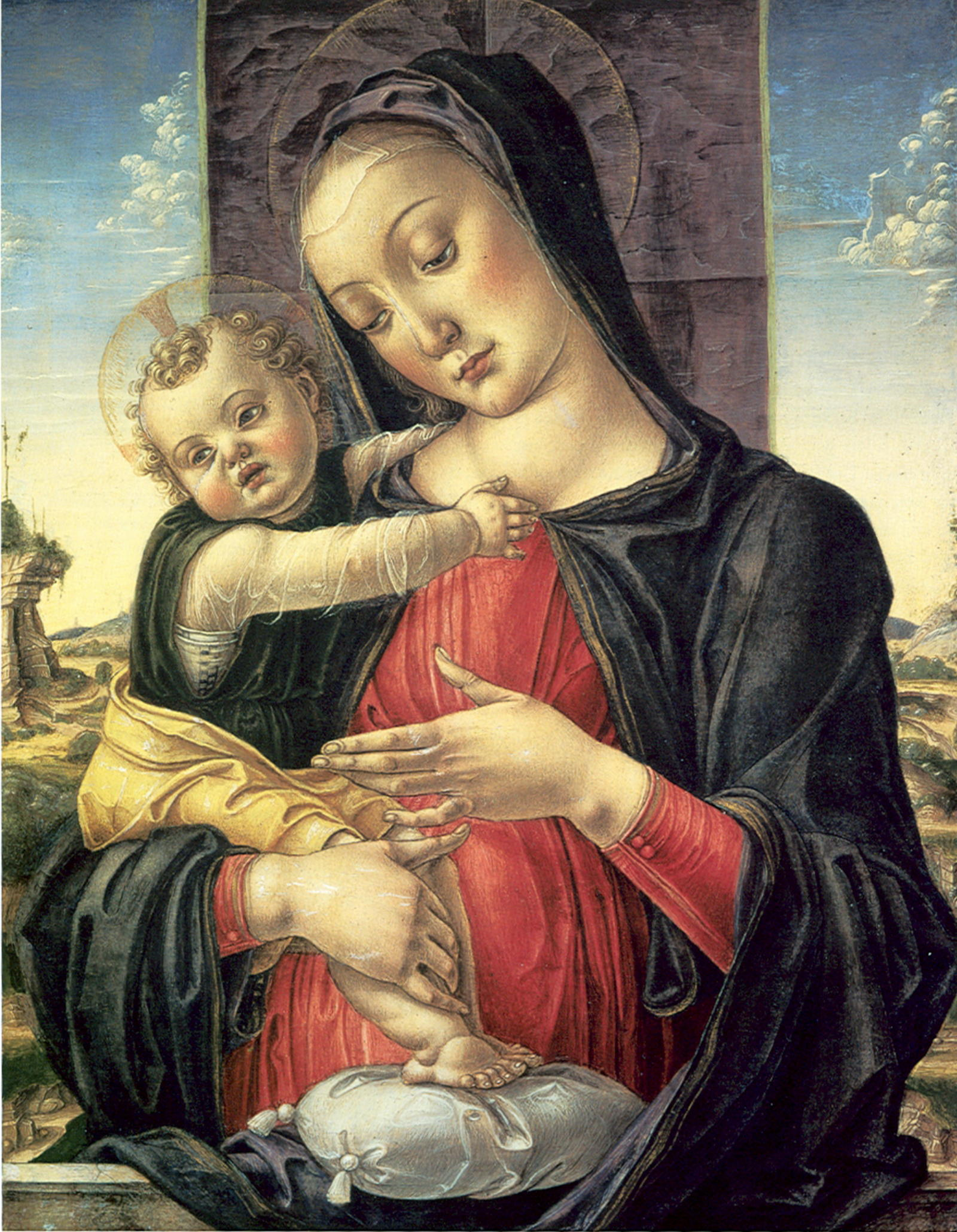
Bartolomeo Vivaini Madonna col Bambino, National Gallery di Washington

#### Bartolomeo
Bartolomeo, fratello minore di Antonio, nacque a Murano nel 1432 e operò fino al 1491. Malgrado fosse stato allievo del fratello Antonio, subì l'influsso del Mantegna, lavorando un'arte diversa del fratello, molto più plastica e articolata. Furono suoi allievi 
Quirizio di Giovanni da Murano, Andrea da Murano e Lazzaro Bastiani.

#### Alvise

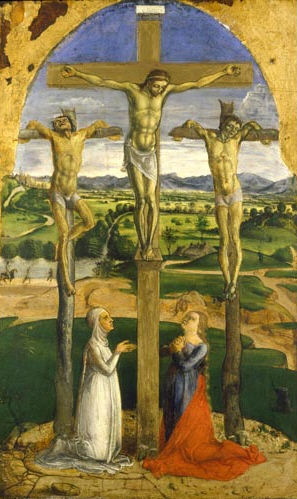
Alvise Vivarini Crocifissione

Alvise, figlio di Antonio, crebbe nella bottega di famiglia, accanto agli allievi della bottega subendone l'influenza artistica. La sua pittura aspra e cruda, avvicinandosi all'arte di Antonello da Messina si ammorbidì, fino alla sua opera migliore il Cristo risorto nella Chiesa di S. Giovanni in Bragora. Alvise fu un buon ritrattista, ma di lui resta la capacità di portare a Venezia la nuova scuola o tendenza dell'"antonellismo".